# Enzo Vogrincic
Enzo Vogrincic Roldán (Montevideo, 22 de marzo de 1993) es un actor uruguayo conocido por interpretar a Numa Turcatti en la película La sociedad de la nieve (2023).

## Biografía

### Primeros años y educación
Vogrincic nació en Montevideo en 1993, como hijo del futbolista Guillermo Vogrincic, que jugó en Montevideo Wanderers Fútbol Club, y su esposa, Silvia Roldán Risotto. Tiene tres hermanos. De ascendencia eslovena por línea paterna, su abuelo nació en Murska Sobota y emigró a Uruguay junto con su familia a una temprana edad, durante la Segunda Guerra Mundial.
Criado en el barrio de Gruta de Lourdes, cursó sus estudios en el Liceo Jubilar Juan Pablo II. En su adolescencia decidió dedicarse a la actuación, y en 2013 ingresó a la Escuela Multidisciplinaria de Arte Dramático Margarita Xirgu.

### Trayectoria
Vogrincic ha desarrollado su carrera actoral principalmente en el teatro. Mientras todavía estudiaba actuación participó como actor invitado en varias producciones de la Comedia Nacional, como el El gato de Schrödinger en 2016 y El lugar de las luciérnagas en 2017.
En 2019 formó parte del elenco de la obra Cuando pases sobre mi tumba de Sergio Blanco, presentada en la Sala Zavala Muñiz del Teatro Solís de Montevideo y en el Teatro San Martín de la avenida Corrientes de Buenos Aires.
En 2018 tuvo un papel menor como un oficial de policía en la película La noche de 12 años, para luego incursionar en el cine independiente. En 2021 protagonizó la película 9, en la cual interpretó a un futbolista profesional inspirado en Luis Suárez. Así mismo, ha realizado participaciones en series como Porno y helado y Iosi, el espía arrepentido. Fue protagonista del cortometraje Noctilucas.
En 2023, Vogrincic protagonizó la película La sociedad de la nieve dirigida por Juan Antonio Bayona y basada en el accidente del Vuelo 571 de la Fuerza Aérea Uruguaya. Interpretó a Numa Turcatti, un joven que no pertenecía al plantel del Old Christians Club, pero que se embarcó en el viaje por invitación de un amigo.

## Filmografía
| Año  | Título                  | Papel              | Director                            |
| ---- | ----------------------- | ------------------ | ----------------------------------- |
| 2018 | La noche de 12 años     | Oficial de policía | Álvaro Brechner                     |
| 2021 | 9                       | Christian          | Martín Barrenechea y Nicolás Branca |
| 2022 | Noctilucas              | Lucas              | Diego Álvarez Parra                 |
| 2023 | La sociedad de la nieve | Numa Turcatti      | Juan Antonio Bayona                 |

| Año  | Título                     | Papel  | Notas       |
| ---- | -------------------------- | ------ | ----------- |
| 2022 | Porno y helado             | Franco | 1 episodio  |
| 2022 | Iosi, el espía arrepentido | Rivera | 8 episodios |

| Año  | Obra                        | Director             | Notas                          |
| ---- | --------------------------- | -------------------- | ------------------------------ |
| 2016 | El gato de Schrödinger      | Santiago Sanguinetti | Teatro Solís (Montevideo)      |
| 2017 | El lugar de las luciérnagas | Damián Barrera       | Teatro Solís (Montevideo)      |
| 2017 | Subterránea                 | Bruno Contenti       | Espacio Tractatus (Montevideo) |
| 2018 | La ronda                    | Levón Burunsuzián    | Teatro El Galpón (Montevideo)  |
| 2019 | Cuando pases sobre mi tumba | Sergio Blanco        | Teatro Solís (Montevideo)      |
| 2021 | Galgos                      | André Hübener        | Teatro Sala Verdi (Montevideo) |
| 2025 | Dulce pájaro de juventud    | Alejandro Tantanian  | Teatro Solís (Montevideo)      |

## Premios y nominaciones
| Año  | Premiación                 | Categoría                      | Nominado por            | Resultado | Ref.   |
| ---- | -------------------------- | ------------------------------ | ----------------------- | --------- | ------ |
| 2024 | Premios Astra              | Mejor actor internacional      | La sociedad de la nieve | Nominado  | [ 23 ] |
| 2024 | Premios Platino            | Mejor interpretación masculina | La sociedad de la nieve | Ganador   | [ 24 ] |
| 2024 | Kids' Choice Awards México | Actor favorito                 | La sociedad de la nieve | Nominado  | [ 25 ] |
| 2024 | Kids' Choice Awards México | Celebrity Crush                | Él mismo                | Nominado  | [ 25 ] |